# Imo
L'Estat d'Imo és un dels 36 estats de Nigèria. Està situada al sud-est de l'estat, a Igboland. La seva capital i ciutat més important és Owerri.

## Geografia i recursos naturals
L'estat d'Imo està situat a les coordenades 4° 45′ N i 7° 15′ E i té una superfície d'uns 5100 km². És fronterer amb els estats nigerians d'Abia, a l'est; l'Estat del Delta, a l'oest; Anambra, al nord i de Rivers, al sud. El riu Níger està a l'extrem occidental d'Imo.
Owerri és la capital i ciutat més important d'Imo. Isu, Okigwe, Oguta, Orlu, Mbaise, Mbano, Mbieri, Orodo i Orsu són altres ciutats importants de l'estat.
Imo és ric en recursos naturals com petroli, gas natural, plom i zinc. Els seus productes agrícoles més importants són iroko, caoba, obeche, bambú, arbre del cautxú i oli de palma. Tot i això, l'alta densitat de la població de l'estat i la sobreexplotació del sòl ha provocat que aquest s'hagi degradat i que hagi desaparegut molta vegetació nadiua.
La desforestació és un problema ecològic que es deu a aquesta erosió del sòl i a les pluges intenses estacionals.

### Clima
L'estació seca comença a l'abril i acaba a l'octubre. La pluviositat anual oscil·la entre els 1.500 i els 2.200 mm.
La temperatura mitjana anual està per damunt dels 20 °C (68,0 °F) i la humitat mitjana anual és del 75%. A l'estació humida, la humitat arriba fins al 90%. Els mesos més calorosos estan entre el gener i el març.

## Història

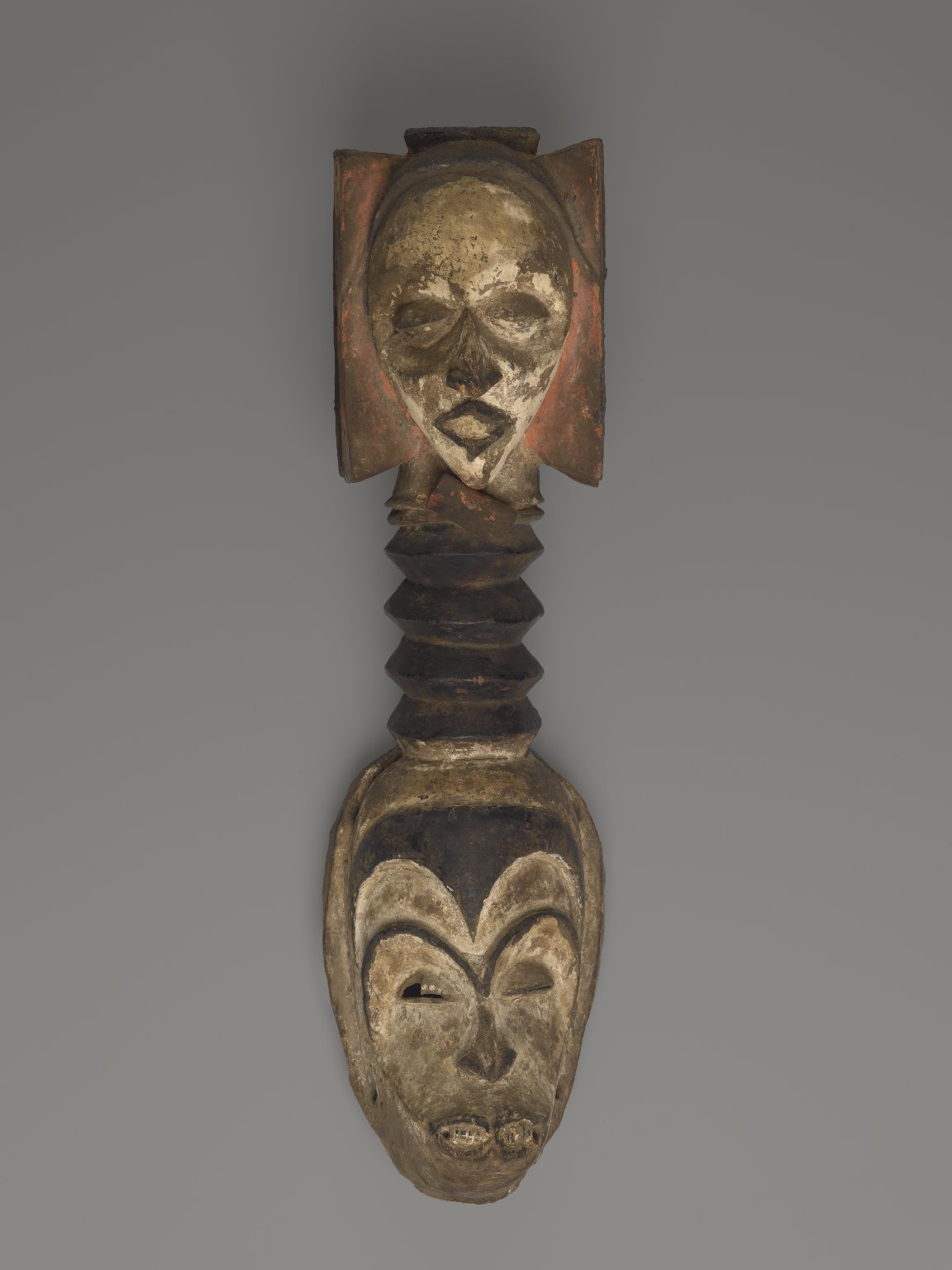
Mâscara de l'estat d'Imo conservada al Museu de Brooklyn

El 1976 es va crear l'estat d'Imo juntament amb altres estats que va crear Murtala Muhammad. Abans la zona era part de l'estat Est-Central. El nom de l'estat és degut al riu Imo. El 1991 es va separar d'Imo els actuals estats d'Abia i d'Ebonyi.

## Govern i divisions administratives
A Imo hi ha estructures administratives a tres nivells: l'estat, les àrees de govern local i les comunitats autònomes. Al nivell estatal hi ha poders executiu, legislatiu i judicial. El governador és el cap del poder executiu; el poder legislatiu és liderat per l'Speaker de l'Assemblea; i el poder judicial està liderat pel Jutge en cap de l'estat.
Hi ha els ministeris de justícia, Agricultura, Educació, Salud, Comerç, Indústria i Turisme, Finances i Obres i transports.
Les LGAs d'Imo són: Aboh Mbaise, Ahiazu Mbaise, Ehime Mbano, Ezinihitte, Ideato North, Ideato South, Ihitte/uboma, Ikeduru, Isiala Mbano, Isu, Mbaitoli, Ngor Okpala, Njaba, Nkwerre, Nwangele, Obowo, Oguta, Ohaji/Egbema, Okigwe, Onuimo, Orlu, Orsu, Oru East, Oru West, Owerri Municipal, Owerri North i Owerri West.

## Demografia

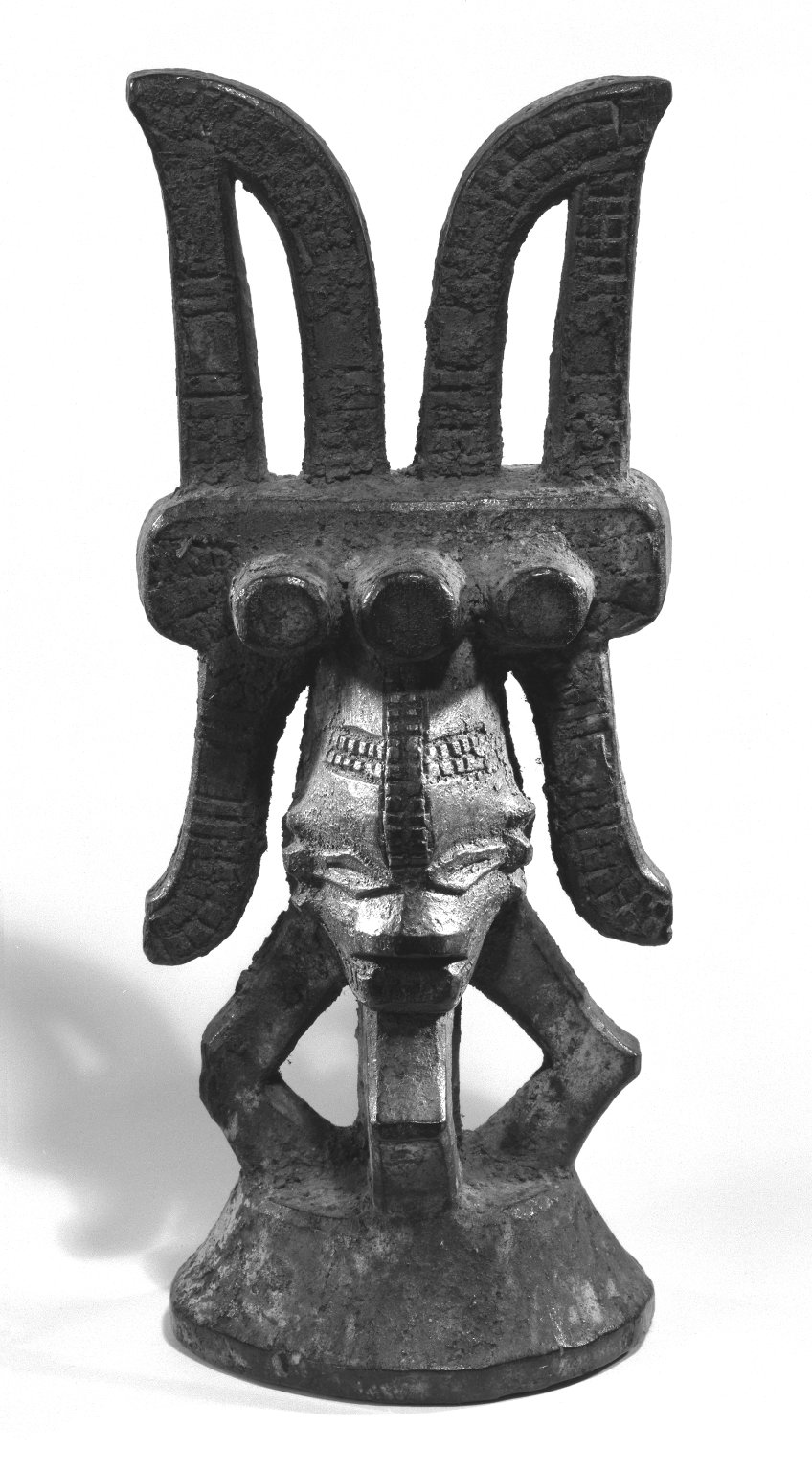
Escultura d'Imo o de l'estat del Delta, conservada al Museu de Brooklyn.

La població estimada de l'estat és de 4,8 milions de persones. La densitat de població varia des dels 230 fins als 1.400 habitants per quilòmetre quadrat.
La llengua principal d'Imo és l'igbo, el grup humà majoritari són els igbos (98%)., i la religió predominant és el cristianisme.

## Educació
A Imo hi ha moltes institucions d'educació superior, tant estatals com federals. Les seves dues universitats són la Universitat de l'Estat d'Imo i la Universitat Federal de Tecnologia d'Owerri.

## Personalitats notables
Entre les personalitats notables d'Imo hi destaquen:
- Esports
  - Chioma Ajunwa. Atleta, guanyador de la medalla d'or als de salt de llargada als Jocs Olímpics d'Estiu de 1996 i medalla de plata al campionat mundial indoor de París del 1997.
  - Nwankwo Kanu. Futbolista internacional que ha jugat a les lligues professionals anglesa, holandesa i italiana i a la selecció nigeriana.
  - Emmanuael Amunike. Jugador de futbol professional. Jugà al Futbol Club Barcelona (2000-2002) i a la selecció nacional de Nigèria.
  - Innocent Anyanwu, boxejador professional.[12]
  - Dick Tiger, boxejador professional i rebel biafrà.[13]
  - Uche Eucharia, futbolista internacional amb la selecció absoluta femenina de Nigèria.[14]
- Art i ciència
  - Catherine Obianuju Acholonu. Escriptora i investigadora especialista en estudis africans i estudis de gènere.
  - Charly Boy, cantant, periodista, presentador de televisió i productor.[15]
  - Rita Dominic, actriu.[16]
  - Paschal Eze, periodista i autor literari.[17]
  - Dickson Iroegbu director i productor de cinema.[18]
  - Kanayo O. Kanayo actor.[19]
  - Genevive Nnaji. Actriu, model i cantant.
  - Flora Nwapa, escriptora i novel·lista.[20][21]
  - Stephanie Okereke, actriu, directora de cinema i model.[22]
  - Onyeka Onwenu. Actriu, cantant i política. El 2006 va guanyar el premi de l'Acadèmia Cinematogràfica Africana com a millor actriu secundària.[23]
  - Dr Sir Warrior. Músic.

Vegeu també: Persones notables d'Owerri.